# Río Suárez
Pour les articles homonymes, voir Suárez.
Le río Suárez est une rivière de Colombie et un affluent du río Sogamoso, donc un sous-affluent du fleuve le Río Magdalena.

## Géographie
Le río Suárez prend sa source sur le versant ouest de la cordillère Orientale, dans le nord du département de Cundinamarca. Issu de la laguna de Fúquene, il coule ensuite vers le nord, traverse le département de Boyacá avant d'entrer dans celui de Santander. Là, il se mêle au río Chicamocha pour former le río Sogamoso.